# Diego van Oorschot
Diego van Oorschot (Almelo, 2 ottobre 2005) è un calciatore olandese, attaccante dell'Heracles Almelo.

## Carriera
Van Oorschot è cresciuto nel settore giovanile dell'Heracles Almelo, con cui ha debuttato in prima squadra il 28 aprile 2023 nell'incontro di Eerste Divisie vinto 3-0 contro lo Jong PSV. Al termine della stagione ha firmato il suo primo contratto professionistico.
L'11 ottobre 2023 ha riportato una doppia frattura alla gamba nel corso di un'amichevole contro lo Schalke 04 che ne ha compromesso il prosieguo della stagione.

## Statistiche

### Presenze e reti nei club
Statistiche aggiornate al 19 maggio 2024.
| Stagione        | Squadra         | Campionato      | Campionato | Campionato | Coppe nazionali | Coppe nazionali | Coppe nazionali | Coppe continentali | Coppe continentali | Coppe continentali | Altre coppe | Altre coppe | Altre coppe | Totale | Totale | Totale |
| Stagione        | Squadra         | Comp            | Pres       | Reti       | Comp            | Pres            | Reti            | Comp               | Pres               | Reti               | Comp        | Pres        | Reti        | Pres   | Reti   |        |
| --------------- | --------------- | --------------- | ---------- | ---------- | --------------- | --------------- | --------------- | ------------------ | ------------------ | ------------------ | ----------- | ----------- | ----------- | ------ | ------ | ------ |
| 2022-2023       | Heracles Almelo | 1D              | 2          | 0          | CO              | 0               | 0               |                    | -                  | -                  |             | -           | -           | 2      | 0      |        |
| 2023-2024       | Heracles Almelo | ED              | 4          | 0          | CO              | 0               | 0               |                    | -                  | -                  |             | -           | -           | 4      | 0      |        |
| Totale carriera | Totale carriera | Totale carriera | 6          | 0          |                 | 0               | 0               |                    | -                  | -                  |             | -           | -           | 6      | 0      |        |

## Palmarès

### Club

#### Competizioni nazionali
- Eerste Divisie: 1

Heracles Almelo: 2022-2023